# Ivan Nelipčić
Ivan Nelipčić Cetinski (lat. Johannes Nelipcich) († 1378./79.), hrvatski velikaš, cetinski i humski knez, podrijetlom iz velikaške obitelji Nelipić (Nelipčić).

## Životopis
Bio je sin vojvode Nelipca II. Cetinskog i kneginje Vladislave Kurjaković koja je nakon muževe smrti 1344. godine bila prisiljena priznati vlast kralja Ludovika I. Anžuvinca (1342. – 1382.) i predati mu Knin i utvrđene gradove Počitelj, Srb, Ostrog i Unac, ali je u zamjenu dobila za sina Ivana potvrdu cetinskog kneštva sa Sinjem i utvrđenih gradova Brečeva i Kamička te primanje u red kraljevskih vitezova.
Godine 1358. knez Ivan je, zbog zasluga u ratu protiv Mletačke Republike, dobio od kralja župansku čast u Klisu. Obnašao je i položaj župana u slavonskim županijama Vrbasu i Sani (1360. – 1362.) te u ugarskim županijama Zala (1365.), Bars (1367. – 1369.), Turoc (1372. – 1374.), Somogy (1374.) i Hont (1374. – 1375.).
Godine 1372. dobio je položaj humskoga kneza i gradove Imotski i Novi na Neretvi.
U braku s kneginjom Margaretom Merini imao je kći Jelenu († 1422.), koja je bila udana za velikog vojvodu Hrvoja Vukčića Hrvatinića, a nakon njegove smrti za bosanskog kralja Ostoju, i sina Ivaniša († 1434.) koji je imao istaknutu ulogu u političkom životu Hrvatske.